# Carex tahoensis
Carex tahoensis là một loài thực vật có hoa trong họ Cói. Loài này được Smiley mô tả khoa học đầu tiên năm 1921.